# Флаг Маврикия
Государственный флаг Республики Маврикий (англ. Flag of Mauritius, фр. Drapeau de Maurice; неофициально англ. Four Stripes, фр. Quatre Bandes) — впервые поднят 12 марта 1968 года при провозглашении независимости от Великобритании.
Флаг был разработан в 1967 году Геральдической палатой Великобритании на основе цветов герба Маврикия и имеет следующее символическое значение цветов:
- красный — независимость;
- синий — цвет Индийского океана;
- жёлтый символизирует светлое будущее;
- зелёный представляет пышную растительность острова[1].

Флаг был зарегистрирован Геральдической коллегией и пожалован Маврикию королевским указом от 9 января 1968 года.

## История флага
В колониальный период служебные суда британской колониальной администрации несли британский кормовой синий флаг (англ. blue ensign) с эмблемой (англ. badge) на белом круге в свободной части полотнища, которая представляла собой цветной герб Маврикия.
Торговые суда, зарегистрированные на Маврикии, несли в качестве кормового флага британский кормовой красный флаг (англ. red ensign) с такой же эмблемой.
На суше официальным флагом являлся  флаг Великобритании.
До провозглашения 12 марта 1992 года республики главой государства Маврикий являлась королева Соединённого Королевства Великобритании и Северной Ирландии, у которой существовал штандарт (флаг), олицетворявший её на Маврикии. Он представлял собой гербовый флаг (то есть такой флаг, который повторяет цвета и фигуры герба, расположенные на полотнище, как в щите) с коронованным медальоном королевы Елизаветы II в центре.

14 декабря 1869 — 25 августа 1906
25 августа 1906 — 14 декабря 1923
14 декабря 1923 — 12 марта 1968
Штандарт королевы (1968—1991)

## Другие флаги
После получения независимости Маврикий сохранил систему флагов по образу флажной системы Великобритании и имеет отличающиеся от государственного торговый флаг и служебный флаг правительственных судов, созданные по образу и подобию британских торгового и служебного флагов, с той лишь разницей, что в крыже вместо флага Великобритании изображён флаг Маврикия.

Флаг торговых судов.
Служебный флаг правительственных судов
Военно-морской флаг

Военно-морской флаг Маврикия является оригинальным и отличается как от государственного флага, так и от военно-морского флага Великобритании.